# Xanthodonta nigrovittata
Xanthodonta nigrovittata är en fjärilsart som beskrevs av Aurivillius 1922. Xanthodonta nigrovittata ingår i släktet Xanthodonta och familjen tandspinnare. Inga underarter finns listade i Catalogue of Life.